# Bílý Újezd
Bílý Újezd település Csehországban, Rychnov nad Kněžnou-i járásban. Bílý Újezd Byzhradec, Podbřezí, Solnice, Trnov, Skuhrov nad Bělou és Dobré településekkel határos. Lakosainak száma 785 fő (2024. január 1.).

## Népesség
A település lakosságának változását az alábbi diagram mutatja:
| Lakosok száma | 1336 | 1295 | 1115 | 795  | 673  | 594  | 676  | 686  | 718  | 785  |
|               | 1869 | 1890 | 1921 | 1950 | 1980 | 2001 | 2017 | 2019 | 2022 | 2024 |